# 모스코븀
모스코븀(Moscovium)은 화학 원소로,  원자 번호는 115번, 원소 기호는 Mc이다. 지금까지 약 30개의 원소들이 만들어졌으며, 가장 긴 반감기를 가지는 모스코븀-289의 반감기가 220ms이다. 에카-비스무트라고도 불린다. 알파 붕괴하여 니호늄을 생성한다.

## 발견
2004년 2월 1일, 미국 LLNL 및 러시아의 도브나 팀의 합동 연구팀이 아메리슘-243에 칼슘-48을 충돌시켜 모스코븀-291의 합성에 성공하였다. 처음발견당시의 이름은 '우눈펜튬'이었다.
{\displaystyle \,_{20}^{48}\mathrm {Ca} +\,_{95}^{243}\mathrm {Am} \to \,_{115}^{291}\mathrm {Mc} ^{*}\to \,_{113}^{288}\mathrm {Nh} }
{\displaystyle \,_{20}^{48}\mathrm {Ca} +\,_{95}^{243}\mathrm {Am} \to \,_{115}^{288,287}\mathrm {Mc} ^{*}+_{0}^{1}\mathrm {n} \to \,_{113}^{284,283}\mathrm {Nh} }
합성된 모스코븀-291은 약 100밀리초 후에 알파선을 방출하며 니호늄으로 붕괴하였다. 이때 당시 미발견 상태였던 니호늄이 발견되었다. 2015년 12월, 국제순수·응용화학연합에서 니호늄, 테네신, 오가네손과 함께 발견을 공식적으로 인정하였다.
2016년 모스코븀(Mc)이란 이름이 제안되었으며 2016년 11월 30일 확정되었다. 유래는 러시아의 수도 모스크바.

## 기타
밥 라자르(Bob Lazar, 1959~)는 미국 네바다 51구역에서 근무할 당시 안개상자 실험에서 115번 원소때문에 빛의 광선이 휘어지는 것을 목격했다고 주장하였다. 115번 원소가 UFO의 연료라고 주장하였다.